# Санта-Марія-де-ла-Аламеда
Санта-Марія-де-ла-Аламеда (ісп. Santa María de la Alameda) — муніципалітет в Іспанії, у складі автономної спільноти Мадрид. Населення — 1164 особи (2010).
Муніципалітет розташований на відстані близько 50 км на північний захід від Мадрида.
На території муніципалітету розташовані такі населені пункти: (дані про населення за 2010 рік)
- Ла-Естасьйон: 552 особи
- Лас-Еррерас: 14 осіб
- Ла-Оя: 41 особа
- Навалеспіно: 78 осіб
- Ла-Параділья: 23 особи
- Ель-Пімпольяр: 103 особи
- Робледондо: 230 осіб
- Санта-Марія-де-ла-Аламеда: 122 особи
- Ла-Середа: 0 осіб
- Моліно-Нуево: 1 особа
- Умбрія-де-лос-Гальєгос: 0 осіб
- Ла-Сепеда: 0 осіб

## Демографія
Динаміка населення (INE ):

## Галерея зображень

Розташування муніципалітету у автономній спільноті Мадрид